# 2221 Chilton
2221 Chilton је астероид главног астероидног појаса са средњом удаљеношћу од Сунца која износи 2,591 астрономских јединица (АЈ).
Апсолутна магнитуда астероида је 12,8.